# البديل (مسلسل تلفزيوني)
البديل (بالإنجليزية: The Replacements)‏ هو مسلسل رسوم متحركة لقناة ديزني بُث من 28 يوليو 2006 لغاية 30 مارس 2009. يتألف من موسمين ومن 52 حلقة

## الأصوات العربية
- محمد ولاء الدين - الأب (الموسم الأول)
- محمد الشرشابي - الأب (الموسم الثاني)
- إيمان غنيم - رايلي
- عادل عمر - تود
- زينب مبارك - الأم
- أحمد خليل - كونراد/فليمكو، كار
- أحمد خيري
- أسماء سمير
- شادي خفاجة
- شيرين طلعت
- نيفين أغا
- رضوان صوان
- الامير علاء
- دينا النجار
- محمود عامر
- وائل شاهين
- هالة حاتم
- احمد شومان
- هاني عبد الحي
- معوض إسماعيل
- ناريمان نيازي
- نصرة جاد
- اسلام حسيب

## روابط خارجية
- البديل على موقع IMDb (الإنجليزية)
- البديل على موقع ميتاكريتيك (الإنجليزية)
- البديل على موقع روتن توميتوز (الإنجليزية)
- البديل على موقع كينوبويسك (الروسية)
- البديل على موقع قاعدة بيانات الفيلم (الإنجليزية)